# 鲑 (高桥由一)

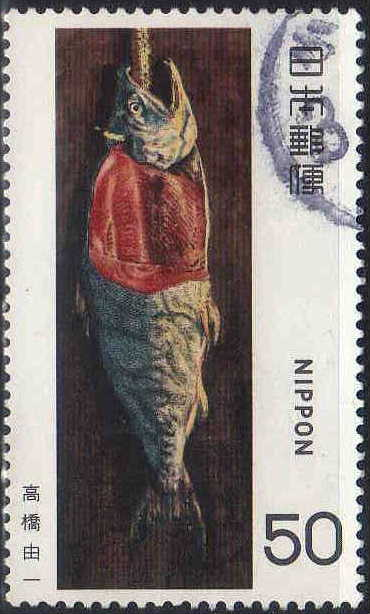
绘有《鲑》的邮票

《鲑》（日语：／）是明治初期日本西洋画家高橋由一的油画。目前共有三幅画作被认定为由一的真迹，其中包括一幅被指定为日本重要文化财产并收藏于东京艺术大学大学美术馆的作品。这些作品与《花魁》并列为高桥由一的代表作。这幅作品不仅被收录于各类历史及美术教科书，还曾多次入选邮票图案，如1980年（昭和55年）的“近代美术系列”和2020年（令和2年）的“美术世界系列”。除3幅鲑鱼图外，神奈川县立历史博物馆收藏的《川鳟图》（川鱒図）有时也被归入该系列，但关于《川鳟图》的归属问题存在诸多争议，将在后文详述。

## 背景
在高桥由一于日本桥滨町建立新居后，为推广西洋画于1873年（明治6年）6月开设名为天绘社的画塾，开始招收学生并进行指导。据记载，门人淡岛椿岳、川端玉章、冈本春晖、幸野楳岭、荒木宽亩等人曾在该画塾师从由一。在不断摸索经营画塾的过程中，自1876年（明治9年）6月起开始每月举办由天绘社主办的作品展览会。由一制定的《展览会规则绪言》（展覧会規則諸言）中写道“绘画不仅描摹物体形状，更须表现物质本质，方能打动人心”，由此可见由一追求彻底写实主义的艺术态度。由一在指导学生的同时，倾注全力创作参展作品，持续约五年时间每月展出约三件作品。这一时期被认为是由一创作活动最为充实的阶段，其一系列《鲑》油画被认为就是在这个时期创作的。
此外，除了在自己画塾举办的月度展览外，现存记录显示由一的作品还曾多次在其他展览中展出：1875年（明治8年）10月国泽新九郎画塾举办的西洋画展上展出过由一创作的《干货图》（乾物図）；1876年（明治9年）4月浅草花屋敷举办的油画展上展出过《干鱼图》（乾魚図）；1878年（明治11年）11月京都西洋画展览会上还展出过《鲑鱼图》（鮭の図），这些记录表明可能还存在多幅未被发现的鲑鱼题材作品。

## 作品本身
画作描绘的是被粗糙草绳捆绑的新卷鲑鱼，以被切去半边身躯的状态垂挂着。这幅由系统学习过西方油画技术的高桥由一所创作的作品，充分发挥油画颜料特性，精准再现了鲑鱼的真实质感。高桥由一曾多次选择鲑鱼作为创作主题，其意图在于通过西方绘画特有的“精确性（写实主义）”向观众直观传达这种技法，从而达到推广西洋画的目的。这些从日常食材或家常用品中刻意选取的题材，都是人们耳熟能详、司空见惯的事物。美术史学家北泽宪昭与吉田亮注意到，鲑鱼主题的作品多创作于岁末时节，推测可能存在这样的趣味：将几可乱真的鲑鱼画作替代实物，作为岁暮赠礼。画家中村邦夫则指出，在阿伊努语中被称为“卡穆伊切普”（カムイチェプ，意味“神之鱼”）的鲑鱼，对明治时期北海道开拓者具有重要象征意义，认为这可能是由一将其作为开拓西洋画这一新领域的象征性选择。
该作品采用竖长构图，这在西洋画中实属罕见，有观点认为这可能是承袭了江户时代之前在床之间悬挂挂轴的传统习惯。就绘画材料而言，作品使用了西洋画纸和油画颜料，这种选择很可受到蕃书调所使用矾砂处理美浓和纸进行绘画的技法所影响。由于画面未见底稿痕迹而采用直接绘制的方式，研究者推测这是对照真实鲑鱼进行直接写生创作的作品。 
在鱼鳞部分运用了精细的刮刻技法（scumbling technique），逼真地再现了鱼皮的肌理质感。该技法的使用仅限于被指定为重要文化财的作品，推测可能得到其技术指导者安东尼奥·丰塔内西的亲自润饰。画家佐藤一郎对此提出质疑，他认为相较于其他作品，这幅鲑鱼图在技法上显得尤为突出；且考虑到高桥由一师从查尔斯·沃格曼和丰塔内西时的年龄等因素，对其作者归属存疑。

对于追求真实、崇尚高度写实主义的高桥由一而言，他认为署名和落款会削弱作品的艺术价值，因此这幅作品也未留下任何签名。

## 绘制时期
东京艺术大学大学美术馆收藏的《鲑》创作于1897年（明治30年）5月由该校购入并收藏。关于其创作年代，由于画面中鲑鱼切面部分运用了多层叠加色彩的意大利技法风格，学界推测应为高桥由一自1876年（明治9年）9月接受安东尼奥·丰塔内西技法指导后创作的作品。艺术史学者吉田特别指出，该馆藏《鲑》在尺幅上尤为突出，很可能对应1878年（明治11年）1月1日开业的油画纵览所展品《大鲑图》（大鮭の図），据此判断其实际创作时间或可追溯至1877年（明治10年）。
山形美术馆所藏的《鲑》于1964年（昭和39年）在秋田县汤泽市被发现，因曾悬挂于山形县北村山郡楯冈町（现村山市）的旅馆“伊势屋”账房而被称为《伊势屋之鲑》（伊勢屋の鮭）。据记载，由一曾于1887年（明治20年）10月造访山形并下榻伊势屋，但无法确定该作品是创作于逗留期间还是前后时期。目前学界普遍认为，此画更可能创作于由一专注于静物画的1877年（明治10年）至1880年（明治13年）期间。
笠间日动美术馆所藏的《鲑》创作时期相对较晚，据公开资料显示为1879年（明治12年）至1880年（明治13年）间的作品。该作为洋马柴油机创始人山冈孙吉所收藏的系列画作之一，由于不公开面世而曾长期被视为“传说中的作品”，直至2000年（平成12年）被捐赠予日动美术财团。

## 作品评价

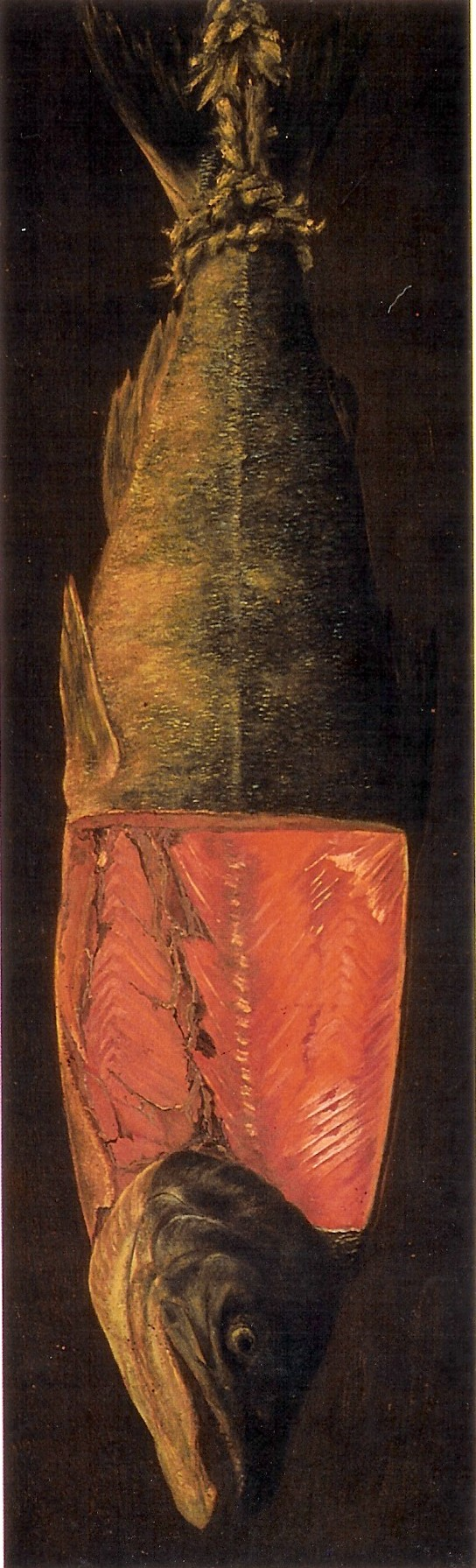
神奈川县立历史博物馆所藏的《川鳟图》

关于1877年（明治10年）12月天绘社月例展展出的《盐鲑图》（塩鮭の図），洋画家平木政次在《明治初期洋画坛回顾》（明治初期洋画壇回顧）中盛赞道：“此次展览中最令我记忆深刻的，当属高桥先生的作品。而《盐鲑图》我尤为认为是先生的杰作。画面描绘了一尾悬挂的鲑鱼，其半身被剖开显露鱼肉，当时我们无不为这般写实力所震撼叹服。”
文学家芳贺彻在《幕末的一位洋画家》（幕末のある洋画家）中论及由一从武士转型为画家的背景时，评价其鲑鱼图作中可见“毅然弃剑执笔之人”的气魄。美术史学家高阶秀尔则阐释道：“尽管描绘逼真，却奇异般地令人感受不到空气的存在。我们仿佛未经本该存在于观者与对象间的空气媒介，便直接与对象对峙——这里存在着某种近乎眩晕的距离感丧失”，以此解析由一作品特有的紧张感。但他同时批评指出，画家晚年创作的风景画已丧失了《鲑》、《花魁》以及《豆腐》等作品中展现出的造型张力。
画家中村邦夫将路易斯·梅伦德斯和让·西梅翁·夏尔丹列为静物画家的代表，并认为高桥由一的《鲑》与这些大师作品相比毫不逊色。他指出其根本原因在于：“这是一种不需要像宗教画那样进行解读的、纯粹通过日本人视角呈现的、为民众创作的‘照相写实主义’”。《鲑》没有像虚空派那样强加道德说教，仅仅洋溢着对能够绘制出如照片般逼真画作的纯粹喜悦。他强调，正是这种客观质朴的简洁性，才孕育出微妙的感动。

## 同类作品
作为《鲑》三幅系列作品的同类创作，现存一幅据传创作于1884年（明治17年）左右的《川鳟图》——与鲑画不同，该作以鱼尾悬垂的独特构图著称。然而有研究表明，此作可能实为山形县酒田市画家兼摄影师池田龟太郎所作。
据记载，高桥由一曾于1884年（明治17年）10月5日至14日期间造访池田龟太郎居住的酒田市。池田家族相传，当时由一向龟太郎传授“欲习绘画，当先攻摄影”的艺术理念。此外，龟太郎创作的《盐鲑图》（塩鮭図）现已被列为酒田市指定文化财产，成为其艺术生涯的代表作之一。
此外，除高桥由一与池田龟太郎外，现存多幅以鲑鱼为题材的画作。文化研究者木村毅在《拉古萨玉自传》（ラグーザ玉自叙伝）中指出，在早期美术学校学生的遗作中，就存在多幅描绘干鲑鱼的作品，可见当时选择“鲑鱼”作为绘画主题并非特例。

## 脚注

### 书籍
- 洲之内, 徹,  , 新潮社, 1978, ISBN 978-4101407210 （日语）
- 高階, 秀爾,  , 講談社, 1990, ISBN 4-06-158941-5 （日语）
- 吉田, 亮,  , 中央論公新社, 2012, ISBN 978-4-12-102161-8 （日语）
- ナカムラ, クニオ,  , 光文社, 2021, ISBN 978-4-334-04517-3 （日语）
- 邓惠伯. . 西安: 陕西人民美术出版社. 1987. CSBN 8199·1349 （中文（中国大陆））.
- 周文翰. . 北京: 商务印书馆. 2020-05. ISBN 978-7-100-18045-0 （日语）.

### 论文
- 佐々木, 静一, ,   3, 早稲田大学美術史学会: 90–102, 1965 （日语）
- 中右, 恵理子; 長峯, 朱里, ,  , 東北芸術工科大学文化財保存修復研究センター: 15–28, 2018 （日语）